# Schicksalstag
Schicksalstag (literalmente Día del Destino en alemán) es el título dado comúnmente por medios de prensa e historiadores al día 9 de noviembre en Alemania, debido a que en esta jornada ocurrieron varios acontecimientos decisivos en la Historia de Alemania, y que influyeron grandemente en el destino posterior de la nación germana. 
En efecto, el 9 de noviembre sucedieron los hechos siguientes:

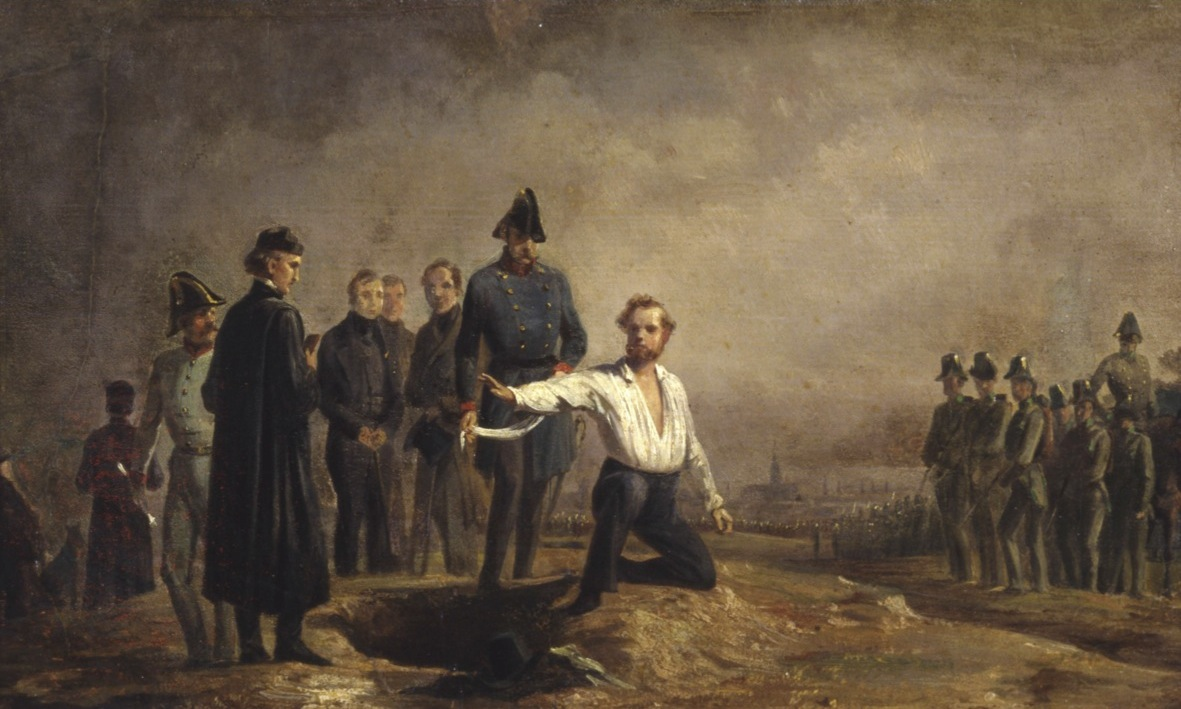
Ejecución de Robert Blum el 9 de noviembre de 1848.

- 1848: muere fusilado en Viena el líder liberal alemán Robert Blum. Este acontecimiento a menudo se aprecia como símbolo final del fracaso del liberalismo de la revolución de 1848 en los diversos reinos que componían entonces Alemania, retrasando además por casi veinte años los proyectos de unificación nacional.

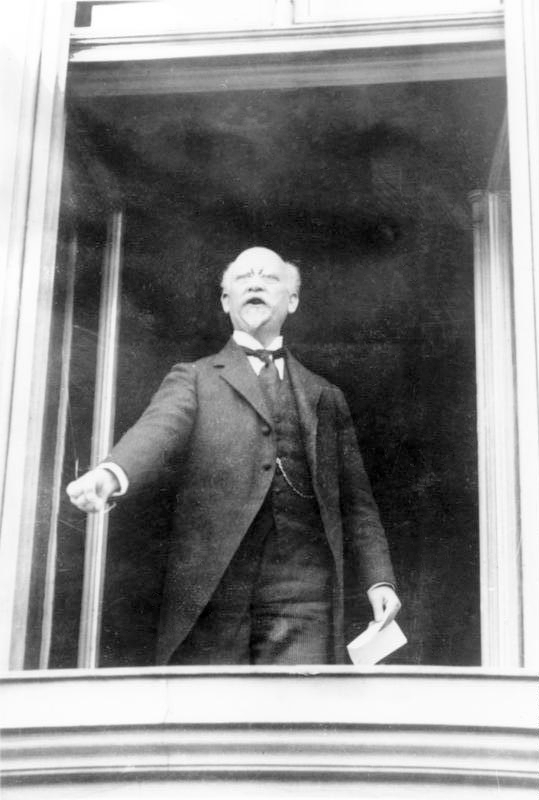
Berlín, 9 de noviembre de 1918, Philipp Scheidemann proclama la República.

- 1918: Revolución de Noviembre, en Berlín el emperador Guillermo II se ve forzado a abdicar ante las sucesivas y graves derrotas de las tropas alemanas en la Primera Guerra Mundial, con miras a evitar una revuelta social resultante de perder la contienda. El káiser emigra de inmediato a Holanda tras su renuncia y el líder republicano Philipp Scheidemann proclama ese mismo día la República de Weimar para evitar un vacío de poder. El nuevo régimen busca de inmediato distanciarse del autoritarismo del Segundo Reich, instaurar una democracia de amplia base, y evitar una revuelta social a gran escala; en su formación colaboran republicanos, centristas y socialistas del SPD.

- 1923: Putsch de Múnich, estalla un golpe de Estado en Múnich contra la República de Weimar, protagonizado por veteranos de guerra y unos 3,000 militantes de extrema derecha del joven Partido Nazi, pretendiendo tomar el poder en Baviera y luego en el resto del país. Esta revuelta es controlada horas después por tropas de la guarnición de Múnich leales al gobierno de Berlín, pero supone la primera aparición pública del nazismo en la política alemana, siendo arrestados por las autoridades los aún poco conocidos líderes nazis Adolf Hitler y Rudolf Hess.

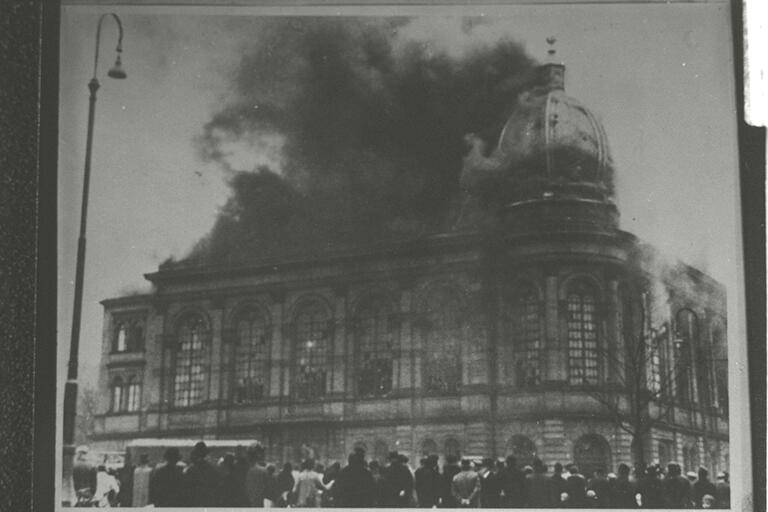
Sinagoga de Fráncfort del Meno incendiada en la 'Kristallnacht

- 1938: ocurre la Kristallnacht, el gigantesco pogromo proyectado por los líderes del Tercer Reich que marca el inicio del Holocausto. Tras una serie de planes secretos, en la noche del 9 de noviembre de 1938 milicias nazis de las SA destruyeron cerca de 1000 sinagogas y otras 7000 propiedades de judíos, entre locales comerciales y casas particulares, en todas las grandes ciudades de Alemania, ya sea apedreando los inmuebles o causando incendios en ellos, contando con la complicidad y apoyo de la policía y las autoridades. Unos 90 judíos mueren asesinados esa noche por milicias de la SA, quedando varios otros cientos como heridos en golpizas y agresiones varias. Tras estos sucesos, cerca de 30,000 judíos son arrestados y enviados a campos de concentración y el gobierno de Hitler impone inclusive una "multa colectiva" de 1000 millones de marcos del Reich a la comunidad judía de Alemania acusándola de ser "culpable" de los actos de violencia.

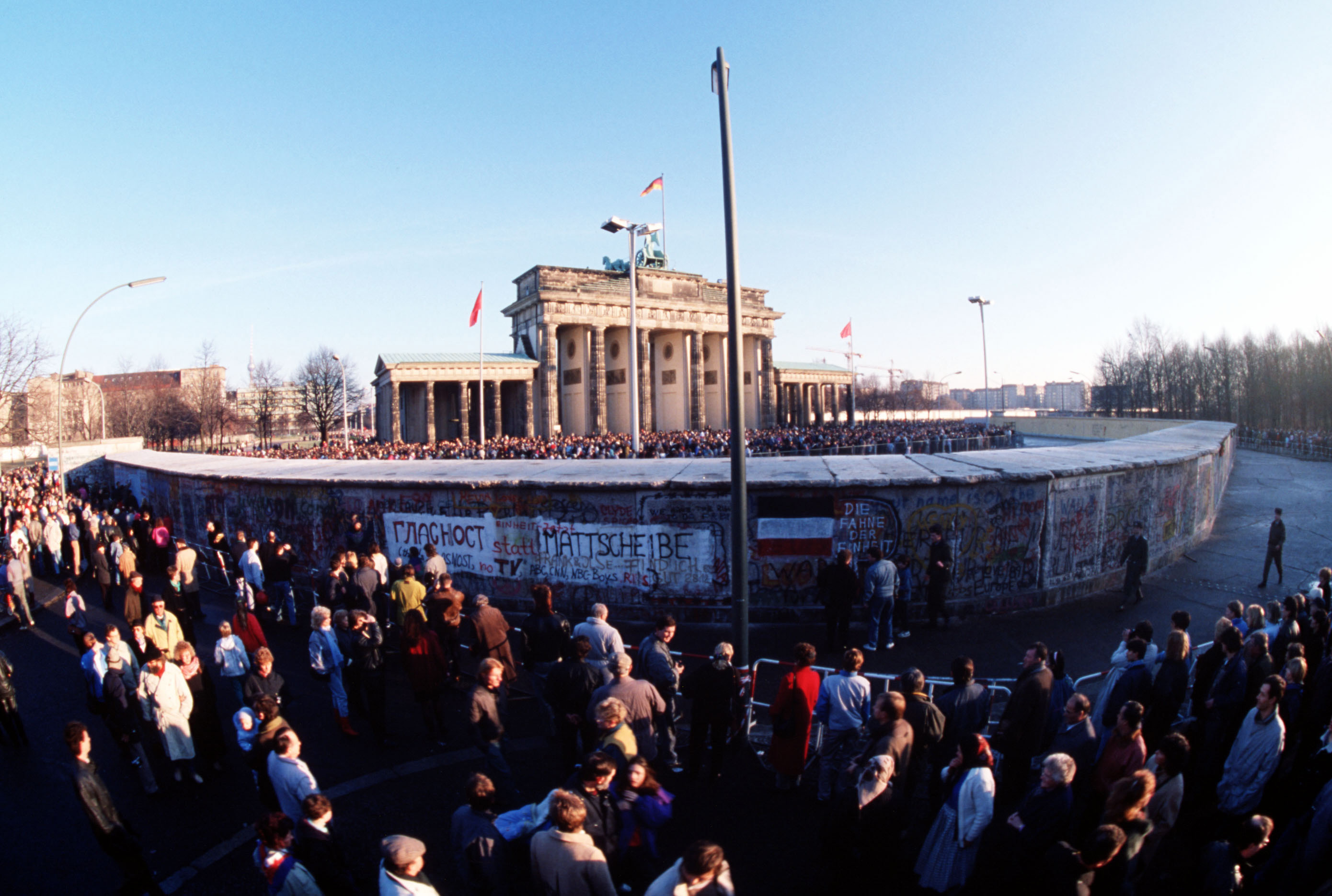
Berlineses orientales cruzando restos del Muro de Berlín, diciembre de 1989

- 1989: por la noche del 9 de noviembre el Muro de Berlín empieza a ser demolido, terminando de facto la separación establecida por el gobierno de la Alemania comunista sobre el resto de Berlín, y permitiendo el libre paso de los germanos-orientales a la zona occidental. Ese mismo día, unas horas antes, las autoridades de Alemania Oriental se habían visto obligadas a declarar un "derecho de libre paso" por la frontera con Alemania Occidental, ante lo cual miles de berlineses orientales se concentraron ante el Muro exigiendo cruzar la frontera hacia Berlín Occidental. La milicia policial de la RDA rehusó dispersar por la fuerza a los civiles, pero al carecer de órdenes superiores tampoco permitió el libre paso hasta que la presión popular forzó a la policía permitir el paso a Berlín Oeste con solo mostrar un documento de identidad desde las 22 horas (con casi 70,000 individuos apostados solo ante la Puerta de Brandeburgo en ese momento). Ante la indiferencia de la Volkspolizei, berlineses orientales empezaron a demoler secciones del Muro con martillos y picos para facilitar de millares de civiles el libre paso, con lo cual la frontera interalemana quedaba disuelta de facto. El muro había sido símbolo de la separación de Alemania y de la Guerra Fría, causando la muerte a numerosos berlineses orientales intentando atravesarlo. Este acontecimiento es visto como el comienzo de la Reunificación alemana.

Después de la caída del muro de Berlín el término Schicksalstag ganó su uso común en los medios de comunicación, en tanto eventos trascendentales de la historia de Alemania ocurrieron precisamente en esa fecha. Tras 1990 se discutió en Alemania si el 9 de noviembre podría ser declarado el día nacional de la Alemania reunificada y si podría establecerse oficialmente como Día de la Unidad Alemana, atendiendo a que la caída del Muro de Berlín coincidía con la proclamación de la República de Weimar y el fin del autoritarismo del Segundo Reich. 
No obstante la alternativa fue rechazada por las autoridades debido a que el 9 de noviembre coincide también con la revuelta nazi de 1923 y con el inicio del Holocausto en 1938, eventos que tuvieron un carácter marcadamente negativo y nefasto en la historia nacional, por lo cual autoridades gubernamentales alemanas decidieron que no sería aceptable fijar la fiesta nacional en esa fecha. En su lugar, se estableció como Día de la Unidad Alemana y fiesta nacional el 3 de octubre, fecha cuando se oficializó la reunificación de la RFA y la RDA en 1990.